# Grabben

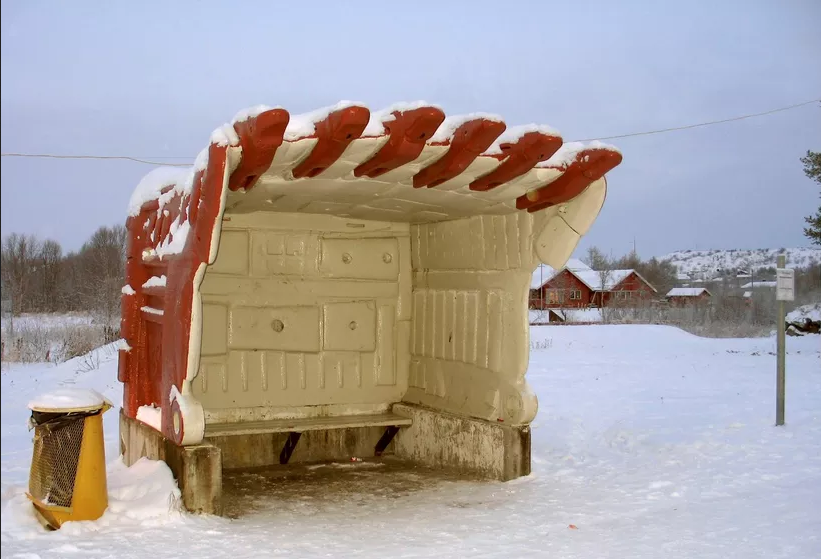
Grabben

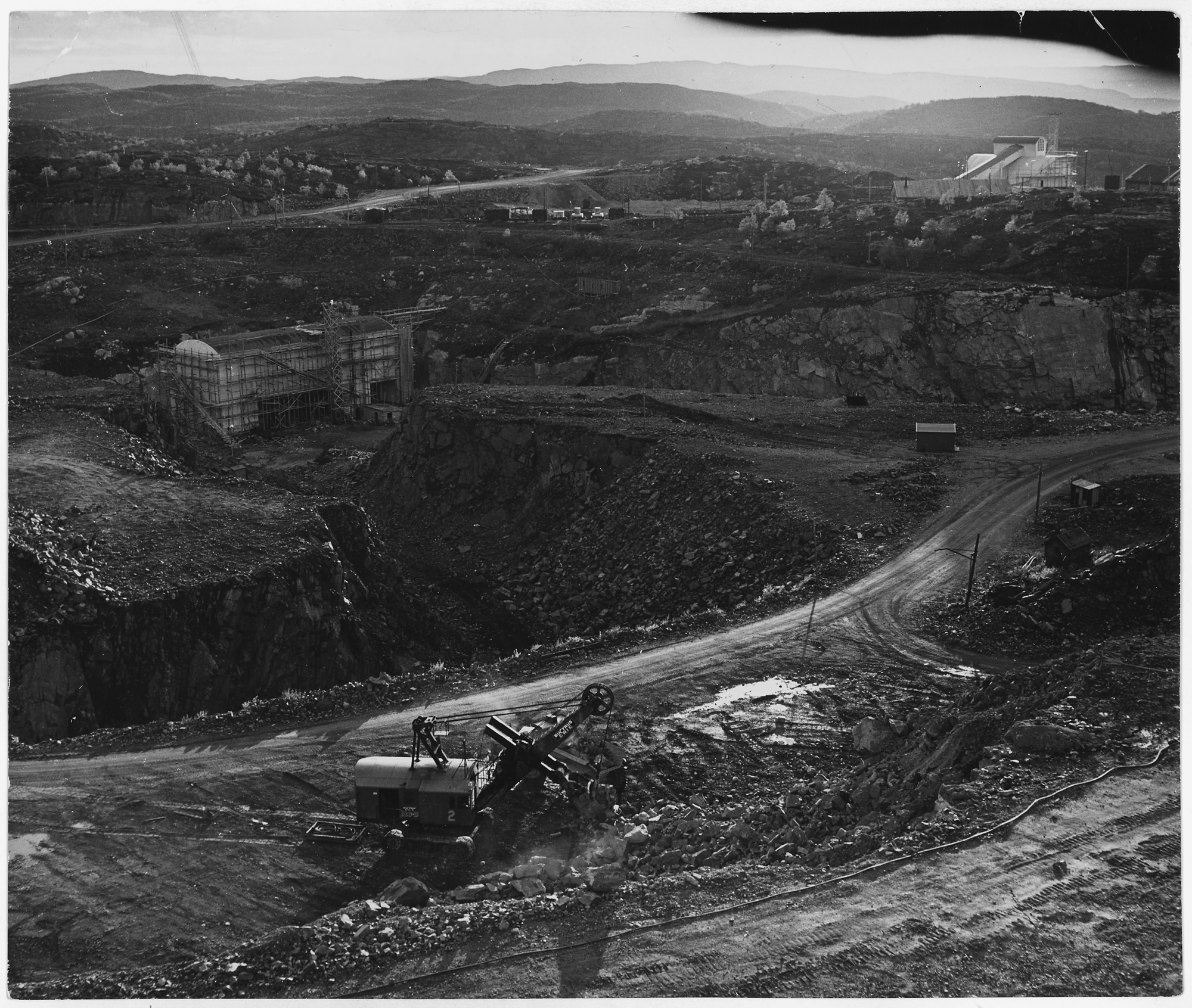
En P&H 1400 i dagbrottet

Grabben, eller populärt Skufla, är en kulturminnesmärkt busskur i Bjørnevatn i Sør-Varangers kommun i Finnmark fylke i Norge.
Grabben är en tidigare skopa i jätteformat från en lastmaskin från dagbrottet i tidigare AS Sydvarangers, numera Sydvaranger Gruve dagbrott nära Bjørnevatn, vilken används som busskur vid en hållplats på Grubeveien i Rallarparken i tätorten Bjørnevatn. Den är vänd upp och ner, med de sex tänderna uppåt, och placerad på ett 30 centimeter högt, 2,9 meter brett och 2,5 meter djupt betongfundament. Skopan är så stor att flera väntande busspassagerare gott och väl får rum stående i den. Kuren är 2,9 meter hög vid bakväggen och 3,2 meter hög under framkanten med skopans tänder. Skopan är rödmålad på utsidan och målad i ljusgrått på insidan. Kuren är försedd med en sittbänk i trä.
Skopan, som väger 18 ton, kommer från en utrangerad vinschgrävmaskin av typ Pawling & Harnischfeger (P&H Mining Equipment) Electric Shovel Model 2100. Förslaget kom från AS Sydvaranger, efter det att vandalism av de tidigare busskurerna av trä blivit ett problem och godkändes av kommunen och Statens vegvesen. Den invigdes den 7 maj 1991. 
Väntkuren förklarades som kulturminnesmärke i mars 2009:
| ”                             | Busskuret er et eksempel på hvordan kreative løsninger kan omskape en av dagliglivets mest trivielle bygninger til attraksjon...Ved å gjenbruke et element fra gruvedriften, er busskuret, i tillegg til å fylle en praktisk funksjon, blitt et landemerke og identitetsmarkør. | „ |
| – Nils Marstein, riksantikvar | |   |